# Dia internacional de la llengua àrab
El dia internacional de la llengua àrab se celebra anualment el 18 de desembre. L'esdeveniment va ser creat per l'Organització de les Nacions Unides per a l'Educació, la Ciència i la Cultura (UNESCO) l'any 2010 amb l'objectiu de "celebrar el multilingüisme i la diversitat cultural, així com promoure l'ús igualitari de les sis llengües oficials de treball". Es va escollir el 18 de desembre ja que és "el dia de 1973 en què l'Assemblea General va aprovar l'àrab com a llengua oficial de l'ONU".